# Kuchyňa (vodní nádrž)
Kuchyňa je uměle vybudovaná vodní nádrž na Záhorí, na území okresu Malacky, v katastrálním území obce Kuchyňa.

## Základní údaje
Nádrž se nachází na soutoku řeky Maliny a potoka Javorinka. Má plochu hladiny o rozloze 101 162 m², průměrnou hloubku 4,80 metru a objem vody 486 000 m³. Nadmořská výška hladiny se pohybuje kolem (262 m n. m.). Přehradní zeď je vysoká 10 metrů, dělí údolí na styku Modranské a Švancpošskej doliny, na rozmezí Malých Karpat a Záhorské nížiny. Přítok vody z Maliny do jezera činí průměrně 104,2 l / s, z Javorinky je neznámý. Odtok vody zajišťují dvě umělé koryta Maliny, které se za obcí spojují. Břehy, kromě západního (uměle vytvořeného), mají mělký ráz, s postupným klesáním dna.

## Význam
Význam nádrže je především zavlažovací a protipovodňový, ale v neposlední řadě i rekreační, vhodný na lov ryb. Známou, dnes už zchátralou turistickou atrakcí byla naučná stezka přes hladinu: Bobří hráz. V přehradě se dá koupat, v její blízkosti při Javorinka se nachází bufet. V údolí Maliny (Modranská dolina) se nachází pramen pitné vody, zásobující obec Kuchyňa.

## Příroda
V nádrži žijí různé druhy ryb, potok Javorinka je pstruhový rybářský revír. V jejím okolí se tyčí dubovo - bukový les, který je součástí CHKO Malé Karpaty . Vedle březích rostou rákosí a orobince.